# Uchuca macroptera
Uchuca macroptera är en insektsart som beskrevs av Montealegre-z. och G.K. Morris 2003. Uchuca macroptera ingår i släktet Uchuca och familjen vårtbitare. Inga underarter finns listade i Catalogue of Life.